# Esperanto-USA
Esperanto-USA (E-USA) — крупнейшая организация эсперантистов и сторонников эсперанто в Соединённых Штатах Америки. Была основана в 1952 году как Эсперанто-лига Северной Америки (англ. Esperanto League for North America; ELNA) в Сакраменто, Калифорния. Штаб-квартира находится в Эмеривилле, Калифорния. Esperanto-USA — некоммерческая организация, филиал Всемирной эсперанто-ассоциации в США. Президент E-USA — Фил Доркас, вице-президент — Алекс Вон Миллер.
В рамках организации налажена работа крупнейшей книжной службы на эсперанто в Америке. Два раза в месяц издаётся бюллетень «Эсперантист США» (эсп. Usona Esperantisto). Также публикуются справочные издания по эсперанто. Руководство организации состоит из президента, вице-президента, секретаря, казначея и девяти директоров; также назначено множество уполномоченных, ответственных за деятельность Esperanto-USA в различных направлениях (например, аудиовизуальные услуги, сотрудничество с библиотеками, отношения с местными эсперанто-клубами и т. д.). В Esperanto-USA состоит около 650 человек.
Молодёжная секция E-USA называется «Эсперанто-молодёжь США» (эсп. Usona Esperantista Junularo; USEJ).

## История
В первой половине XX века главной эсперанто-организацией США была Эсперанто-ассоциация Северной Америки (англ. Esperanto Association of North America; EANA). В начале 1950-х годов, в первые дни Холодной войны, президент EANA Джордж Аллен Коннор, яростный антикоммунист, начал вести себя агрессивно по отношению к лидерам эсперанто-движения в Европе и Азии.
Во Всемирной эсперанто-ассоциации (эсп. UEA) началось обсуждение вопроса об исключении Коннора, который также был одним из руководителей UEA, и о разрыве отношений с EANA, национальной ассоциацией UEA в США. В знак протеста против действий EANA американские эсперантисты основали Эсперанто-лигу Северной Америки (англ. ELNA). Три года спустя UEA признала ELNA своей американской секцией и впоследствии разорвала отношения с EANA. К тому времени большинство членов EANA перешли в ELNA. EANA быстро потеряла свою значимость и к 1970-м годам исчезла.
В 2007 году члены организации проголосовали за принятие альтернативного названия Esperanto-USA, официальное название Esperanto League for North America (эсп. Esperanto-Ligo por Norda Ameriko) сохранялось. Одной из причин изменения стало то, что сфера деятельности организации ограничена США, а в её первоначальном названии была вся Северная Америка. Оригинальная аббревиатура ELNA всё ещё используется, но довольно редко.
E-USA проводит ежегодные съезды (называемые «конгрессами», как это принято в эсперанто-движении) каждый год с 1953 года, обычно в США, но иногда в Канаде или Мексике (встреча проводится совместно с Канадской эсперанто-ассоциацией или Мексиканской эсперанто-федерацией соответственно). Конференция E-USA 2010 года проходила в Бетесде, штат Мэриленд. Конференция 2011 года проходила в Эмеривилле, штат Калифорния, конференция 2012 года — в Далласе, штат Техас, конференция 2015 года — в Детройте, штат Мичиган, конференция 2016 года — в Майами, штат Флорида, конференции 2013 и 2017 годов — в Роли, штат Северная Каролина. Конференция 2018 года проходила в Сиэтле, штат Вашингтон, а конференция 2019 года — в Бостоне, штат Массачусетс. Конференция 2020 года была проведена онлайн из-за пандемии COVID-19, и конференция 2021 года также будет проходить онлайн по той же причине. Среди известных выступающих на конференциях были Хамфри Тонкин, Каталин Ковач, Дункан Чартерс и Бертило Венергрен.